# Campana subacquea

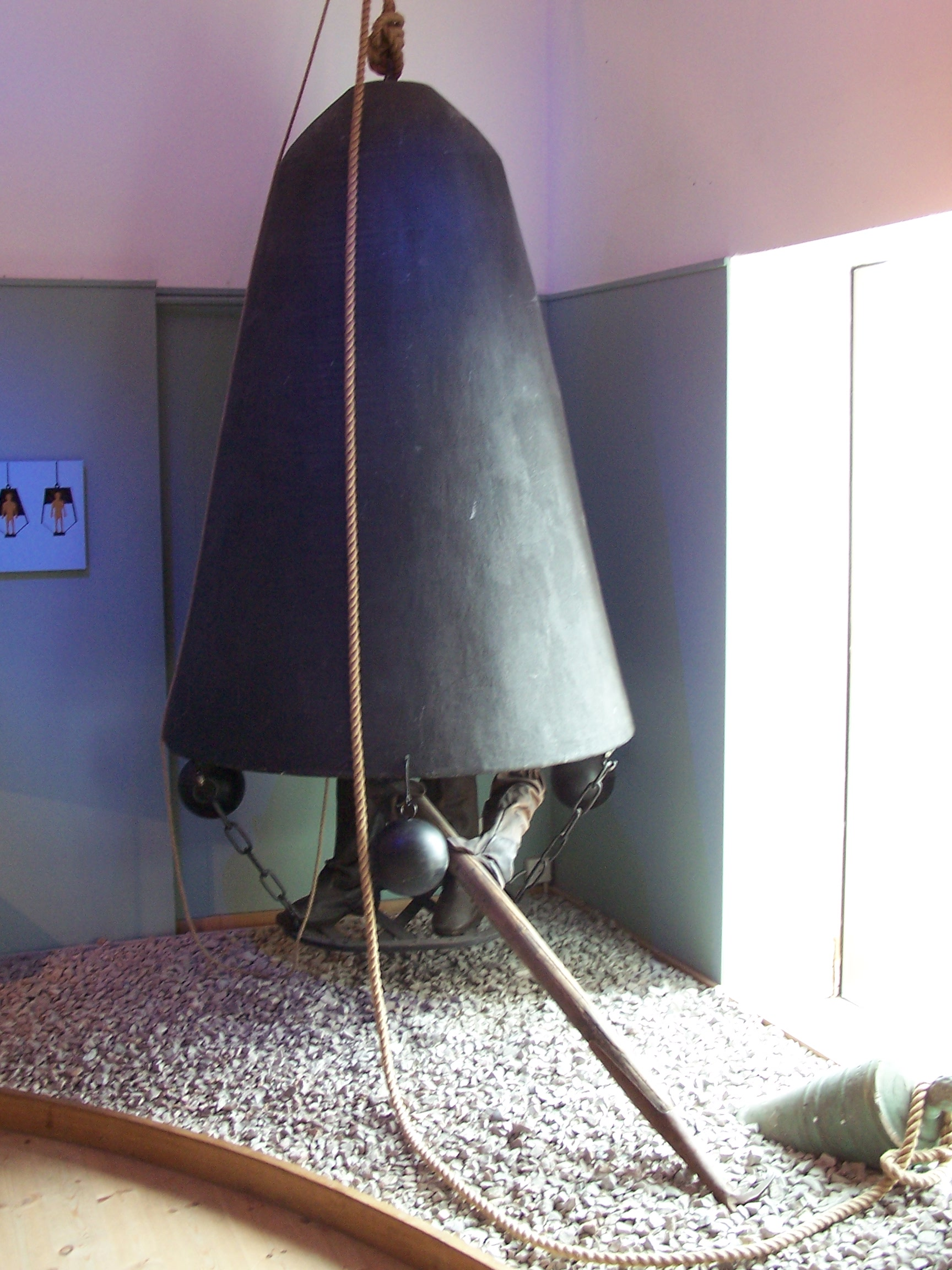
Una campana subacquea.

Una campana subacquea è una camera a tenuta stagna sostenuta da un cavo, con fondo aperto o chiuso, che viene calata sott'acqua come base di appoggio per un gruppo di subacquei. A differenza dei sottomarini e sommergibili gli occupanti non possono controllarne il movimento.

## Funzionamento
Le campane subacquee sono utilizzate come attrezzatura per il recupero subacqueo e come supporto nei lavori subacquei e nelle immersioni professionali. La campana viene calata in acqua da un argano montato su una nave, su di un molo portuale o su altra piattaforma attrezzata a tale scopo. La campana è zavorrata in modo da rimanere stabile e avere un assetto negativo, per poter essere calata in acqua anche se piena d'aria.
Sistemi di manichette flessibili, talvolta associati a cablaggi elettrici per sistemi ausiliari, collegati a fonti di miscele respirabili in superficie, forniscono gas alla campana assolvendo a due funzioni:
- fornire una miscela respirabile agli occupanti della campana. I gas di scarto possono essere espulsi dal fondo della campana, per risalire poi naturalmente in superficie o essere raccolti in sistemi detti "reclaim";
- regolare la pressione del gas all'interno della campana, in quanto man mano che la profondità aumenta con questa aumenta anche la pressione, che riduce il volume d'aria nella campana e va quindi bilanciata.

Un principio simile a quello della campana viene applicato con l'elmo da palombaro, dove l'aria viene pompata dalla superficie tramite una valvola di non ritorno nell'elmo stesso ancorato sulle spalle del subacqueo.

## Storia
La campana subacquea è uno dei primi tipi di attrezzatura per i lavori subacquei e le esplorazioni dell'ambiente marino. Il suo utilizzo è stato descritto nel IV secolo a.C. da Aristotele nella sua opera "Problemi".
Nel 1535, Guglielmo da Lorena ne creò un esemplare, che utilizzò insieme all'ingegnere Francesco De Marchi e all'architetto Leonardo Bufalini, quella che è considerata la prima campana subacquea moderna.
La prima applicazione commerciale fu probabilmente quella della raccolta delle spugne. Una campana subacquea fu poi impiegata per il recupero di alcuni dei cannoni della nave svedese Vasa, a seguito del suo affondamento nel 1628.
Nel 1690 Edmund Halley completò i progetti per una campana in grado di rimanere sommersa per un lungo periodo di tempo, completa di una finestra per l'esplorazione subacquea. Nella sua campana l'aria era portata da un tubo collegato alla superficie.
Nei secoli, le campane subacquee si sono evolute fino alla loro forma attuale, che consiste in un serbatoio pressurizzato, supportato da impianti in superficie, con dotazioni avanzate, un complesso impianto di distribuzione gas, elettronica e sistemi di comunicazione: il loro impiego più frequente è il supporto di operazioni al largo (civili o militari), spesso effettuate con l'utilizzo di miscele di alta profondità a base elio.

## Habitat subacquei
Un'ulteriore evoluzione della campana subacquea è l'habitat subacqueo, dove i sommozzatori possono passare lunghi periodi all'asciutto durante lunghe decompressioni o immersioni molto profonde.
Notevoli furono gli esperimenti condotti dal comandante Jacques Cousteau agli inizi degli anni '60. Nel settembre del 1962 Cousteau diede vita al primo esperimento Précontinent, in cui i suoi collaboratori Albert Falco e Claude Wesny alloggiarono per una settimana alla profondità di 10 metri all'interno di una campana subacquea battezzata Diogene per l'occasione, dotata di elettricità, telefono, televisione ed acqua dolce, che veniva alimentata dalla superficie. Gli acquanauti vivevano nella campana respirando continuamente aria compressa e quindi in saturazione e durante il giorno effettuavano escursioni subacquee fino alla profondità di 25 metri. Nell'anno successivo Cousteau mise in opera l'ambizioso progetto Précontinent II, dove in Mar Rosso, nella laguna Shaab-Rumi vicino a Port Sudan, vennero calate in mare due case subacquee. Una a 10 metri di profondità in grado di ospitare fino a 8 acquanauti, l'altra a 25 metri destinata ad ospitarne 2. La casa grande era a forma di stella marina con una sala centrale dotata di apparecchiature varie, schermi televisivi, telefono, manometri per il controllo del gas, ecc., con grandi oblò a forma di finestre in cui si effettuavano le riunioni e si consumavano i pasti. Da questa sala centrale si dipartivano quattro corridoi cilindrici, di cui due riservati agli alloggi, il terzo adibito a cucina con un laboratorio di biologia ed il quarto come via comunicante con il mare grazie a un passaggio aperto sul pavimento. La casa piccola era come una campana subacquea con due ambienti, il piano inferiore come uscita per l'esterno e quello superiore come abitazione. La miscela respirabile era composta da aria ed elio a circuito chiuso, con il tasso di ossigeno controllato e il biossido di carbonio eliminato con calce sodata. I primi acquanauti compirono parecchie immersioni a 25 metri per costruire la casa più piccola, dove 2 uomini rimasero per più di una settimana compiendo immersioni fino alla profondità di 50 metri. L'esperimento durò in totale 28 giorni e gli acquanauti furono riportati alla superficie, senza problemi, dove effettuarono la dovuta desaturazione.

## Camere per immersione
Le semplici campane subacquee sono state sostituite dalle più sofisticate camere subacquee che possono resistere a pressioni maggiori e che sono utilizzate per quei lavori subacquei che prevedono lunghe tappe di decompressione o per le operazioni di recupero. Queste possono consistere in una singola camera pensata per essere attaccata ad un sottomarino, oppure in due camere separate, una sovrastante l'altra, a pressioni differenti e isolate in modo stagno. Queste spesso sono dotate di bombole per fornire aria respirabile in caso di emergenza e possono essere usate come base per le operazioni subacquee supportate dalla superficie.